# Carlos Ibáñez García
|  | No s'ha de confondre amb Carlos Ibáñez García (futbolista xilè). |

Carlos Ibáñez García   (Petrer, 9 d'agost de 1907 - Sant Adrià de Besòs, 14 de febrer de 1942) fou un futbolista valencià de la dècada de 1930.
Nascut a Petrer (Vinalopó Mitjà), amb onze anys es traslladà al barri barceloní de la Sagrera.
Començà jugant el 1930 al CE Europa, amb el qual debutà a primera divisió. Dos anys més tard fitxà pel CE Júpiter. La temporada 1933-34 jugà amb el Reial Oviedo a primera divisió, i la temporada següent ingressà al RCD Espanyol, però només hi jugà un partit de lliga. Retornà al Júpiter, però l'esclat de la guerra civil estroncà la seva carrera.
S'adherí a la CNT i s'allistà com a voluntari per combatre al front d'Aragó. Acabada la guerra va emprendre el camí de l'exili a França. Decidí tornar a Espanya per les mesures de gràcia anunciades pel règim franquista per a aquells que no haguessin comès delictes de sang, però un cop passà la frontera el 1939 fou detingut condemnat a mort i afusellat el febrer de 1942.